# Oda Nielsen
Oda Laurenze Helmine Nielsen født Larssen (7. august 1851 i Libaus, Letland – 11. september 1936 i Vedbæk) var en dansk skuespillerinde.
Hun scenedebuterede på Casino i 1870 og blev snart teaterets primadonna, men forlod allerede teateret efter et år for at gifte sig og flytte med sin mand til Paris. Efter mandens død i 1880 vendte hun tilbage til København, hvor hun (i 1881) igen blev engageret på Casino og blev kendt som byens mest mesterlige franskinspireret teaterskuespillerinde inspireret af de store franske skuespillerinder Sarah Bernhardt og Anna Judic. Efter Casino optrådte hun på Det kongelige Teater og Dagmarteatret (1884), hvor hun havde sin største publikumssucces som hovedrollen i Henri Meilhac og Albert Millauds operette Frøken Nitouche.
Fra 1886 til 1902 var hun på Det kongelige Teater, afbrudt af turnere i Norge i 1884, 1886, 1887 og igen i 1904. Senere turnerede hun i USA, Sverige og Norge. og optrådte på både Dagmarteatret, Betty Nansen Teatret og Folketeatret. Hun fortsatte skuespillet til langt op i alderen: som 80-årig turnerede hun i provinsen. Og blev i sine ældre dage højt elsket som i rollen som en elskværdig gammel bedstemoder, der i sort silkekjole og med kyse og hvide hængekrøller sang børnesange og læste eventyr for de mindste.
Hun modtog i 1910 medaljen Ingenio et arti og i 1920 Fortjenstmedaljen i guld.
Oda Nielsen blev født på et skib i Libaus havn i Letland. Hun var datter af skibsreder, vicekonsul i Malmø Jens Larssen (1820-1885) og hustru Caresia Larssen (pigenavn: Møller) (1822-1874). Hun var gift to gange. Først i 1871 med telegrafist i Det store nordiske telegrafselskab Jens Petersen (1843-1880). Så i 1884 med skuespiller og teaterdirektør Martinius Nielsen. Hun er mor til tegneren og dekorationsmaleren Kay Nielsen (1886-1957). Hun endte sine dage som 85-årig i en æresbolig i Fredensborg og ligger begravet på Vestre Kirkegård i København.

## Filmografi
- 1910 – Hvem er hun?  (som Jacqueline Fleuriot; instruktør Holger Rasmussen)
- 1910 – Massösens offer (som Beate Vinge, proprietærens hustru; instruktør Alfred Lind; svensk film)
- 1910 – Tyven (ukendt instruktør)
- 1921 – Lykkens Galoscher (som Madam Henderson; instruktør Gunnar Sommerfeldt)